# Aiszkhinész (athéni szónok)
Aiszkhinész (ógörögül: Αἰσχίνης, latinul: Aeschines, tudományos magyar átírásban: Aischinés), (Athén, i. e. 389 körül – Számosz, i. e. 314 körül) görög (athéni) szónok és politikus; Démoszthenész politikai ellenfele.
Fiatalkorában tanítóként működő apja mellett segédkezett, később jegyzőként dolgozott több athéni hivatalnok oldalán. A színészmesterséggel is megpróbálkozott, katonaként pedig több hadjáraton is kitüntette magát, mielőtt 348 körül politikai pályára lépett. Tagja volt a II. Philipposz makedón királyhoz küldött követségeknek, amelyek végül megkötötték Philipposszal az ún. philokratészi békét (i. e. 346). 
A következő években Aiszkhinész több perben is igyekezett megvédeni az általa javasolt békepolitikát, ami miatt ellenfelei (elsősorban egykori követtársa, Démoszthenész) makedónbarátsággal és megvesztegethetőséggel vádolták. Aiszkhinész igyekezete ellenére Athén újra háborúba (i. e. 339–338) keveredett a terjeszkedő makedónokkal, és a 338-as khairóneiai csatában a thébaiakkal és más görög államokkal kötött szövetség tagjaként súlyos vereséget szenvedett. Ez nagyban hozzájárult Athén politikai függetlenségének elveszítéséhez. 
I. e. 336-ban Aiszkhinész megtámadta a Démoszthenész megkoszorúzását indítványozó javaslatot (ún. Koszorú-ügy), ám a végül 330-ban bíróság elé kerülő perben nem sikerült megszereznie a bírák szavazatának egyötödét sem, ezért száműzetésbe vonult. A kései életrajzi hagyomány szerint Rhodoszon szónokiskolát alapított, és hetvenöt éves korában Számosz szigetén érte a halál.  
Remek szónok volt, akit az ókori hagyomány a tíz legjobb attikai szónok kánonjába sorolt, de politikai működését mindmáig a nála is kiválóbb Démoszthenészhez viszonyítják. Az ókorban számon tartott mindhárom beszéde ránk maradt: a Timarkhosz ellen mondott szónoklatában erkölcstelenséggel vádolja az őt perbe fogó, Démoszthenésszel együttműködő Timarkhoszt (i. e. 346/5); a Hűtlen Követségről mondott védőbeszéde Démoszthenész azonos címen ismert vádbeszédére válaszol (i. e. 343); a Ktésziphón ellen a Koszorú-ügyben mondott szónoklat pedig Démoszthenész egész politikai életművét támadja (i. e. 330). A neve alatt hagyományozott levelek nem hitelesek.

## Magyarul megjelent művei
- Bajnok Dániel: Magánélet az agorán. Aischinés vádbeszéde Timarchos ellen; Argumentum, Bp., 2017 (Apollo könyvtár)